# والنات کورنر، شهرستان گرین، آرکانزاس
والنات کورنر (به انگلیسی: Walnut Corner) یک منطقهٔ مسکونی در ایالات متحده آمریکا است که در شهرستان گرین، آرکانزاس واقع شده‌است. والنات کورنر ۷۹٫۸۶ متر بالاتر از سطح دریا واقع شده‌است.